# Premi Internacional Catalunya
El Premi Internacional Catalunya és un guardó internacional concedit cada any per la Generalitat de Catalunya, des de 1989, amb el qual es reconeix el treball creador de persones que no només hagin contribuït al desenvolupament de la cultura, la ciència, l'economia o qualsevol altre àmbit, sinó que a més hagin destacat per haver realitzat els seus treballs amb un alt compromís ètic i humanístic.
El Premi Internacional Catalunya és considerat, al costat de la Creu de Sant Jordi, la Medalla d'Or de la Generalitat de Catalunya, i el Premi Ramon Margalef d'Ecologia, una de les distincions més prestigioses que es concedeixen a Catalunya.
Institucions i entitats de tot el món presenten cada any candidats, i un ampli jurat, compost per diverses personalitats de diversos àmbits, i independents de la Generalitat, concedeixen cada any el premi a una persona. El premi no pot lliurar-se a títol pòstum. En cinc ocasions (1995, 2004, 2008, 2013, 2016 i 2020) el premi s'ha concedit a més d'una persona i en tres ocasions s'ha lliurat a catalans (2006, 2016 i una de les guardonades de 2020).
El premi és lliurat pel president de la Generalitat de Catalunya, i consisteix en una dotació econòmica i una obra d'art.

## Història
El Premi Internacional Catalunya va ser creat per la Generalitat el 1989 amb l'objectiu de reconèixer i estimular els creadors, oferir als catalans exemples de la més alta qualitat i exigència en tots els aspectes, i situar Catalunya a l'escena dels grans guardons internacionals. S'atorga així anualment a aquelles persones que han contribuït de manera decisiva amb el seu treball creador a desenvolupar els valors culturals, científics o humans arreu del món.
Institucions de tot el món i els membres del jurat poden presentar cada any candidatures. Durant els 35 anys del premi més de 1.600 entitats han presentat més de 1.400 candidatures, i 59 personalitats han anat formant els seus jurats, que han estat presidits pels successius presidents de la Generalitat, Jordi Pujol, Pasqual Maragall, José Montilla, Artur Mas, Carles Puigdemont, Joaquim Torra i Pla i Pere Aragonès actualment, i amb l'escriptor Baltasar Porcel com a president delegat els primers quinze anys, des de 2004 fins a 2018 amb el filòsof Xavier Rubert de Ventós, i des de 2019 amb la lingüista Mary Ann Newman. La Secretaria del Premi és exercida per Teresa Sala, del Departament de la Presidència de la Generalitat de Catalunya.
L'any 2013 es va inaugurar al Jardí del Palau Robert, a Barcelona, una exposició commemorativa dels primers 25 anys del Premi, reconeixent la feina duta a terme pels membres del jurat, mitjançant manuscrits i fotografies, i amb informació sobre cada un dels premiats, amb cites i fotografies. La mateixa mostra va ser exposada a Madrid, al Centre Cultural Blanquerna, del 28 d'agost al 30 d'octubre de 2014.

## Dotació econòmica
El Premi Internacional Catalunya ha tingut sempre una dotació econòmica, actualment de 80.000 euros, i l'escultura d'un artista català: fins ara han estat les obres La Mediterrània, d'Eduard Arranz-Bravo; Quatre barres, d'Alfredo Sánchez, Llum, d'Alberto Peral, i, des de 2005, La clau i la lletra, d'Antoni Tàpies.

## Guardonats
| Edició | Any  | Guanyador                                  | Nacionalitat                    | Àmbit professional              |
| 1a     | 1989 | Karl Popper                                | Regne Unit                      | Filòsof                         |
| 2a     | 1990 | Abdus Salam                                | Pakistan                        | Físic                           |
| 3a     | 1991 | Jacques-Yves Cousteau                      | França                          | Oceanògraf                      |
| 4a     | 1992 | Mstislav Rostropóvitx                      | Rússia                          | Violoncel·lista                 |
| 5a     | 1993 | Luigi Luca Cavalli-Sforza                  | Itàlia                          | Genetista                       |
| 6a     | 1994 | Edgar Morin                                | França                          | Sociòleg                        |
| 7a     | 1995 | Václav Havel                               | Txèquia                         | Escriptor, assagista i polític  |
| 7a     | 1995 | Richard von Weizsäcker                     | Alemanya                        | Polític                         |
| 8a     | 1996 | Yaşar Kemal                                | Turquia                         | Novel·lista                     |
| 9a     | 1997 | Amartya Sen                                | Índia                           | Economista                      |
| 10a    | 1998 | Jacques Delors                             | França                          | Polític                         |
| 11a    | 1999 | Doris Lessing                              | Regne Unit                      | Escriptora                      |
| 12a    | 2000 | Abdallah Laroui                            | Marroc                          | Historiador                     |
| 13a    | 2001 | Andrea Riccardi                            | Itàlia                          | Historiador                     |
| 14a    | 2002 | Harold Bloom                               | Estats Units                    | Assagista                       |
| 15a    | 2003 | Nawal al-Sa'dawi                           | Egipte                          | Escriptora i activista social   |
| 16a    | 2004 | Sari Nusseibeh                             | Palestina                       | Filòsof                         |
| 16a    | 2004 | Amos Oz                                    | Israel                          | Escriptor                       |
| 17a    | 2005 | Claude Lévi-Strauss                        | França                          | Antropòleg                      |
| 18a    | 2006 | Pere Casaldàliga                           | Catalunya                       | Religiós                        |
| 19a    | 2007 | Edward O. Wilson                           | Estats Units                    | Biòleg                          |
| 20a    | 2008 | Aung San Suu Kyi                           | Myanmar                         | Activista política              |
| 20a    | 2008 | Cynthia Maung                              | Myanmar                         | Metgessa                        |
| 21a    | 2009 | Bill Viola                                 | Estats Units                    | Videoartista                    |
| 22a    | 2010 | Jimmy Carter                               | Estats Units                    | Polític                         |
| 23a    | 2011 | Haruki Murakami                            | Japó                            | Escriptor                       |
| 24a    | 2012 | Lula da Silva                              | Brasil                          | Polític                         |
| 25a    | 2013 | Malala Yousafzai                           | Pakistan                        | Activista                       |
| 25a    | 2013 | Gro Harlem Brundtland                      | Noruega                         | Política                        |
| 26a    | 2014 | Desmond Tutu                               | Sud-àfrica                      | Activista                       |
| 27a    | 2015 | Jane Goodall                               | Regne Unit                      | Primatòloga                     |
| 28a    | 2016 | Josep Baselga Manel Esteller Joan Massagué | Catalunya                       | Oncòlegs                        |
| 29a    | 2017 | Costa-Gavras                               | Grècia · França                 | Director Cinema                 |
| 30a    | 2018 | Vinton Cerf                                | Estats Units                    | Enginyer                        |
| 31a    | 2019 | Ngũgĩ wa Thiong'o                          | Kenya                           | Escriptor                       |
| 32a    | 2020 | Dania El Mazloum                           |                                 | Doctora                         |
| 32a    | 2020 | Anxhela Gradeci                            | Albània                         | Doctora                         |
| 32a    | 2020 | Tijana Postic                              | Bòsnia i Hercegovina, Catalunya | Infermera                       |
| 32a    | 2020 | Özlem Türeci                               | Alemanya                        | Metgessa i immunòloga           |
| 33a    | 2021 | Judith Butler                              | Estats Units                    | Filòsofa feminista i no-binària |
| 34a    | 2022 | Svetlana Aleksiévitx                       | Belarús                         | Periodista                      |
| 35a    | 2023 | Joseph Stiglitz                            | Estats Units                    | Economista                      |
| 36a    | 2024 | Amin Maalouf                               | Líban                           | Escriptor                       |